# クロスエッジ
『クロスエッジ』（XEdge）は、2008年9月25日にコンパイルハートが開発・販売したPlayStation 3（PS3）用のRPG。2009年12月10日には「CHセレクション」として廉価版で再発売された。
欧米でも2009年に『Cross Edge』のタイトルで、北米では日本一ソフトウェアアメリカより、欧州ではコーエーより発売された。欧米版では英語音声と日本語音声が共に収録されている。
2009年10月1日には新たな要素が追加されたXbox 360版が『クロスエッジ DASH』（XEdge DASH、クロスエッジ ダッシュ）として発売された。こちらは日本国内のみの発売。

## 概要
本作は、カプコン、バンダイナムコゲームス、ガスト、日本一ソフトウェア、アイデアファクトリーの5つの他社の人気ゲーム作品から、キャラクターがゲスト参戦するクロスオーバー作品。
物語の舞台となるのは、様々な異世界の魂（ソウル）によって構成される世界。この世界における異世界とは、『ヴァンパイア』や『魔界戦記ディスガイア』らのキャラが住んでいる魔界、『マリーのアトリエ』や『アルトネリコ』のキャラらが住んでいる幻想界を指す。
この魂で構成された世界で、複数のゲームキャラが一堂に会して物語が展開される。

## ストーリー
主人公・神薙勇刀（かんなぎ ゆうと）は、気づくと見知らぬ「世界」にいた。自分同様に異なる世界からやってくる住人達。そして勇刀達の前に現れた不思議な力を持つ少女は、自分達「異世界から集いし者」の来訪を待っていたこと、さらに勇刀達が目の前に広がる世界は様々な世界からの魂を集め、この魂の収集が続くと自分達の元の世界が滅んでしまうことを告げられる。それを阻止するために「世界」に囚われた人々の魂を開放し、元の世界に戻るための旅が始まる。

## システム
フォームチェンジ
本作の最大の特徴と言えるシステム。
「フォーム」と呼ばれる特殊な装備品を装備することにより、ステータスや特殊能力が変化する。さらに女性キャラのみステータス画面、イベント画面でキャラグラフィックに服装が反映される。
戦闘
本作での敵との戦闘は4人パーティー制。コントローラーの○×△□に応じたボタンに各キャラクター独自のスキルをセットし、ボタンを押すことにより対応した攻撃を開始する。それぞれのスキルにある規定のカウントダウン内にボタンを押してスキルを発動させると、総HIT数が加算される。総HIT数が増えるとSP（必殺技ゲージ）をためることが出来る（それ以外の条件でもSPゲージの累積が可能）。また、特定のスキルを組み合わせることで連携攻撃が発動する。
敵を全滅させると勝利となり、経験値やお金が手に入る。逆に味方が全滅するとゲームオーバーとなる。
ソウルクリップ
フィールドマップ上でサーチを行うことで、隠されている「アイテムソウル」や「イベントポイント」・「セーフポイント（ステージの自軍拠点）」を発見することができる。「イベントポイント」を発見し、イベントを発生させることでストーリーが進行していく。
エンディング
エンディングは3種類あり、ほぼ全てのサブイベントとアイテムソウルを解放、かつ一定の条件を満たすことで見られるTRUEエンド（真ルートEND）。真ルートの条件を1つ満たさないことで見られるNORMALエンド、真ルート条件を2つ以上満たさないことで見られるBADエンドがある。
ダンジョン
本作のダンジョンは、横スクロールによるアクションゲームステージ風の構成となっている。勇刀を駆使してダンジョンを進む。ジャンプにより敵とのエンカウント間隔が決まる。

### Xbox 360版の変更点
Xbox 360版『Xedge'』では、様々な強敵が出現しレアなアイテムが入手できる「コロシアム」、一部のイベントにおける新規CGムービー、有料ダウンロードコンテンツによる新たなフォームが追加されている。ストーリーや登場キャラクターなど、基本的なゲーム内容に変更はない（PS3版のCHセレクション（アップデート版）に準拠）。

## 登場キャラクター
＊がついているのはプレイアブルキャラクターである。

### オリジナルキャラクター
神薙 勇刀（かんなぎ ゆうと）＊
声 - 日野聡
本作の主人公。「世界」に突然迷い込んでしまった少年。実家が古武術の道場をしており、その影響で自身も柔術に精通している。ただし、無理やり教えこまれたために柔術には嫌気が差しており、中学の頃から射撃に没頭している。射撃の腕は自称オリンピック級。直情的で頭に血が上り安く喧嘩っ早いが、幼馴染の命にだけは頭が上がらない。勉強嫌いではあるが、命のおかげで成績自体は悪くない。
相羽 命（あいば みこと）*
声 - 佐藤利奈
勇刀の幼馴染。文武両道明朗快活な女の子。家事全般をそつなくこなすが、裁縫のみ苦手としている。勇刀の父親の勧めで柔術を習っており、その腕は勇刀の母に迫る程の腕前。喧嘩っ早くて問題行動を起こしがちな勇刀を、唯一止めることが出来る人物兼家庭教師。また、彼女のスカートは鉄壁であり、ダメージを受けた際にお尻がスカートに張り付いているように見える。
伊集院 冬夜（いしゅういん とうや）*
声 - 水島大宙
勇刀と命の友人。父親が剣道の師範代で、警察官の教官も務めている。その影響か、彼本人も剣道を得意としており、その腕前は父親に匹敵するほど。勇刀達と共に「世界」へと迷い込んでしまったが、勇刀とは別の場所に辿りつき、さらに記憶も失ってしまう。その後、十二傑将の一人となり、勇刀達とは敵対する立場となる。性格は冷静で、敵には一切容赦をしない。
メイ
声 - 野川さくら
勇刀達が「世界」で出会う謎の少女。「世界」に捕らわれた人の魂、ソウルを解放できる能力を持つ。一度に大勢のソウルが「世界」に迷い込んでしまい、そのソウルの持ち主達を元の世界へと返すために、勇刀達に協力して欲しいと頼む。ソウルやこの世界について詳しく、素性については本人も多くを語ろうとしない、謎の多い少女。実はもう一人の相羽命でゲーム後半で命と合体する。
ヴィヴィ*
声 - 門脇舞以
3つ子の兄。「大いなるもの」と呼ばれる「世界」の絶対的存在の言葉を聞ける唯一の存在、言わば預言者の役割を担う少年。イルマ、エルマと共に大いなるものの下で、「世界」の秩序を守る役目を持つ。この「世界」を構築するエネルギーであるソウルを解放されることは、すなわち「世界」を破滅へと導くことであり、そのため大いなるものより勇刀達を排除するように命じられる。勇刀達を排除することをやむを得ないと感じつつも、互いに争わずにすむことを望んでいる。性格は温厚で気が弱く、自分の意思を表に出せないことが多々ある。そのため妹であるイルマとエルマに気押され、「世界」における大いなるものに次ぐ立場でありながら、単に大いなるものの言葉を伝えるだけの存在に成り下がってしまっている。
イルマ*
声 - 藍川千尋
3つ子の1人で、兄であるヴィヴィの補佐をしている。性格は冷静で生真面目、気弱で自分の意思を表せない兄に代わって、大いなるものの言葉を部下に伝え、指示を出している。冷めた印象を受けるが、それは妹を不安にさせないためであり、本当はエルマ同様に「消える」ことに怯えている。
エルマ*
声 - ミルノ純
3つ子の1人。イルマと同じくヴィヴィの補佐を務めるが、補佐というよりは兄に対する八つ当たりに近い。性格はわがままで、気に入らないことがあるとよく部下やヴィヴィにあたるが、イルマには頭が上がらないようである。（姉妹仲は良好）大いなるものの命で、ヴィヴィ、イルマと共に居住である城からの外出を禁じられており、本人はそのことを非常に不満に思っている。
顔を合わせるたびに口喧嘩はしているものの、フォーム説明を見る限り勇刀に好意を寄せている節がある（ゲーム内で取れるエルマの最終フォーム「お兄ちゃんの服」はヴィヴィのではなく勇刀の服）。
ジューダス*
声 - 坂詰貴之
城から出られないヴィヴィ達に代わって、「世界」の秩序を守る「十二傑将」のリーダー。真面目な人物で命令には忠実、特にヴィヴィに対する忠誠心は高く、ヴィヴィ本人も彼には絶対的な信頼を寄せている。
ラザラス*
声 - 加藤将之
十二傑将の一人。重苦しい面々が揃う十二傑将のメンバーの中では珍しく、明るく軽快な性格の持ち主。また銃の腕前も相当で、本気を出せばジューダスとも互角に渡り合えるほど。
雷禅*
声 - 白熊寛嗣
十二傑将の一人。老人ではあるが、剣術の達人であり正々堂々と戦うことを常とする。
オギュスタン*
声 - 渋谷茂
十二傑将の一人。残酷な性格で、勝つためには弱ったところを狙ったり、不意をついたりと手段を問わない。そのため雷禅と対立することもしばしば見受けられる。
アネーシャ*
声 - 高橋あみか
十二傑将の一人で女性。性格は冷静だが、美しい者との戦いを好むという好戦的な一面も持つ。冬夜が「世界」に来てからは、常に彼と行動を共にしており、彼に好意を寄せている。

### アトリエシリーズ

#### マリーのアトリエ 〜ザールブルグの錬金術士〜
マルローネ（マリー）*
声 - 池澤春菜
『マリーのアトリエ』の主人公。錬金術士。彼女の作った薬により、勇刀やライナーに過激な苦しみを与えてしまうのがオチだった。

#### マナケミア2 〜おちた学園と錬金術士たち〜
リリア*
声 - 佐藤利奈
『マナケミア2』ではロゼが仕える主人だった、お嬢様育ちの女学生。アルレビス学園錬金術科の生徒。
ロゼ*
声 - 小野大輔
『マナケミア2』におけるロゼ編の主人公。リリアに仕える従者。アルレビス学園戦闘技術科の生徒。
ウィム
声 - 門脇舞以
リリアと契約を交わしている氷のマナ（精霊）で、普段はリリアのメイドをしている。『マナケミア2』同様、リリアとは二人一組のキャラクターとして扱われる。
ルゥリッヒ*
声 - 野瀬育二
『マナケミア2』ではロゼ編のラストボスだった、戦いに飢えた剣士。

### ヴァンパイアシリーズ

#### ヴァンパイア
モリガン*
声 - 神宮司弥生
『ヴァンパイア』シリーズに登場するサキュバスの女性で、魔王の後継者。
フェリシア*
声 - 荒木香恵
『ヴァンパイア』シリーズに登場するキャットウーマンの少女で、ミュージカルスター兼シスター。
デミトリ*
声 - 檜山修之
『ヴァンパイア』シリーズの主人公。若く野心的な魔界の貴族。

#### ヴァンパイア セイヴァー
リリス*
声 - 今井由香
『ヴァンパイア セイヴァー』に登場するモリガンの魂の一部。ジェダに仮初の肉体を与えられた少女。
ジェダ*
声 - 千葉一伸
『ヴァンパイア セイヴァー』に登場する魔族で、世界の救済のため、魔界を始めとした全ての魂との同化を目論んでいた。

### 魔界戦記ディスガイア
エトナ*
声 - 半場友恵
ディスガイアシリーズに登場する悪魔の少女。
プリニー*
声 - 間島淳司
ディスガイアシリーズに登場する、ペンギンのような姿をしたエトナの家来たち。

### アルトネリコ 世界の終わりで詩い続ける少女
ライナー・バルセルト*
声 - 布施雅英
『アルトネリコ』の主人公。シュレリアに仕える騎士。
オリカ・ネストミール*
声 - 宮崎羽衣
『アルトネリコ』のメインヒロインの一人で、ボルドに故郷を滅ぼされたトラウマをライナーに救ってもらった、レーヴァテイル（詩魔法と呼ばれる魔法を行使できる種族）の血を引く少女。
『アルトネリコ』の劇中劇（ゲーム中ゲーム）でマルローネ役を演じた経験がある。
彌紗・アルトセルク・リューン*
声 - 野川さくら
『アルトネリコ』のメインヒロインの一人で、人柱となってウイルス生命体（モンスター）を封印し続ける宿命を、幼馴染であったライナーによって救ってもらった、純血のレーヴァテイルの少女。
シュレリア*
声 - 酒井香奈子
『アルトネリコ』では世界を管理する管理者として神に等しい信仰を集めていた、レーヴァテイルの始祖の一人である人造生命体の少女。
絢胤 箕嵩（あやたね みちたか）*
声 - 木部祥太
『アルトネリコ』ではライナーの親友として振舞いつつ、ライナーと敵対する者に与していたウイルス生命体の剣士。
ボルド・レード*声 - 河相智哉
『アルトネリコ』では己の野心からライナーと敵対していた人物。

### スペクトラルソウルズシリーズ

#### 新紀幻想スペクトラルソウルズ
ミュウ*
声 - 野中藍
『学園都市 ヴァラノワール』の主人公で、その後もスペクトラルソウルズシリーズやその関連作品に登場している少女。

#### ブレイジングソウルズ
ゼロス*
声 - 加藤将之
『ブレイジングソウルズ』の主人公。

### 鉄拳シリーズ
木人
『鉄拳』シリーズのキャラクター。本作では『NAMCO x CAPCOM』と同様にトレーニング用の木偶として登場し、ストーリーには関わらない。

### スペクトラルフォース
ヒロ
『スペクトラルフォース』の主人公。様々な作品に登場している。本作ではXbox 360版『ダッシュ』限定要素である「コロシアム」に敵として登場し、ストーリーには関わらない。

## 主題歌
『Blade of Tears』
作詞 - 青木香苗 作曲 - 阿知波大輔
ヴォーカル・コーラス - 霜月はるか

## その他
- 本作の名称は、開発元であるコンパイルハートやAmazon.comを始めとするネットショッピングサイトでの商品紹介や各種ニュースサイトなどの大半の場合、カタカナで表記されている。ただし、公式サイトのサイト名のみアルファベット表記となっている。